# Regierung Juncker-Asselborn II
Die Regierung Juncker-Asselborn II, alternativ auch Regierung Juncker IV, war eine Regierung Luxemburgs, die vom 23. Juli 2009 bis zum 4. Dezember 2013 im Amt war.
Die Regierung wurde am 23. Juli 2009 vereidigt. Sie stützte sich unter der Führung von Jean-Claude Juncker wie auch in den fünf Jahren davor auf eine große Koalition aus Christlich Sozialer Volkspartei (CSV) und der Luxemburgischen Sozialistischen Arbeiterpartei (LSAP). Die LSAP entzog wegen einer Geheimdienstaffäre der Regierung am 10. Juli 2013 das Vertrauen, so dass am 20. Oktober 2013 vorgezogene Neuwahlen stattfanden.

## Zusammensetzung des Kabinetts
| Name                                  | Amt | Partei |
| ------------------------------------- | --- | ------ |
| Jean-Claude Juncker                   | Premierminister Staatsminister Schatzminister Kultusminister ab dem 30. April 2013 | CSV    |
| Jean Asselborn                        | Außenminister Vizepremierminister | LSAP   |
| Marie-Josée Jacobs                    | Ministerin für Familie und Integration bis zum 30. April 2013 Ministerin für Kooperation und humanitäre Aktion bis zum 30. April 2013 | CSV    |
| Mady Delvaux-Stehres                  | Ministerin für Bildung und berufliche Ausbildung | LSAP   |
| Luc Frieden                           | Finanzminister Minister für Kommunikation und Medien ab dem 30. April 2013 | CSV    |
| François Biltgen                      | Justizminister bis zum 30. April 2013 Minister für den öffentlichen Dienst und administrative Reform bis zum 30. April 2013 Minister für Hochschule und Forschung bis zum 30. April 2013 Minister für Kommunikation und Medien bis zum 30. April 2013 Kultusminister bis zum 30. April 2013  | CSV    |
| Jeannot Krecké                        | Minister für Wirtschaft und Außenhandel bis zum 1. Februar 2012 | LSAP   |
| Mars Di Bartolomeo                    | Minister für Gesundheit und soziale Sicherheit | LSAP   |
| Marco Schank                          | Minister für Wohnungsbau Delegierter Minister für nachhaltige Entwicklung und Infrastruktur | CSV    |
| Jean-Marie Halsdorf                   | Minister für Inneres und Großregion Verteidigungsminister | CSV    |
| Claude Wiseler                        | Minister für nachhaltige Entwicklung und Infrastruktur | CSV    |
| Nicolas Schmit                        | Minister für Arbeit, Beschäftigung und Immigration | LSAP   |
| Françoise Hetto-Gaasch                | Ministerin für den Mittelstand und Tourismus Ministerin für Chancengleichheit | CSV    |
| Octavie Modert                        | Ministerin für Kultur Ministerin für die Beziehungen zum Parlament bis zum 30. April 2013 Ministerin für die administrative Vereinfachung gegenüber dem Premierminister (Delegierte) Ministerin für den öffentlichen Dienst und administrative Reform Justizministerin ab dem 30. April 2013 | CSV    |
| Romain Schneider                      | Minister für Landwirtschaft, Weinbau und ländliche Entwicklung Sportminister Delegierter Minister für die Solidarwirtschaft | LSAP   |
| Etienne Schneider                     | Minister für Wirtschaft und Außenhandel ab dem 1. Februar 2012 | LSAP   |
| Marc Spautz                           | Minister für Familie und Integration ab dem 30. April 2013 Minister für Kooperation und humanitäre Aktion ab dem 30. April 2013 Minister für die Beziehungen zum Parlament ab dem 30. April 2013                                                                                             | CSV    |
| Martine Hansen                        | Ministerin für Hochschule und Forschung ab dem 30. April 2013 | CSV    |
| Quelle: Service Information et Presse | |        |